# ستيفن مونتاغيو
ستيفن مونتاغيو (بالإنجليزية: Stephen Montague)‏ هو ملحن أمريكي، ولد في 10 مارس 1943 في سيراكيوز في الولايات المتحدة.

## وصلات خارجية
- ستيفن مونتاغيو على موقع IMDb (الإنجليزية)
- ستيفن مونتاغيو على موقع ميوزك برينز (الإنجليزية)
- ستيفن مونتاغيو على موقع ديسكوغز (الإنجليزية)